# Високе Відродження

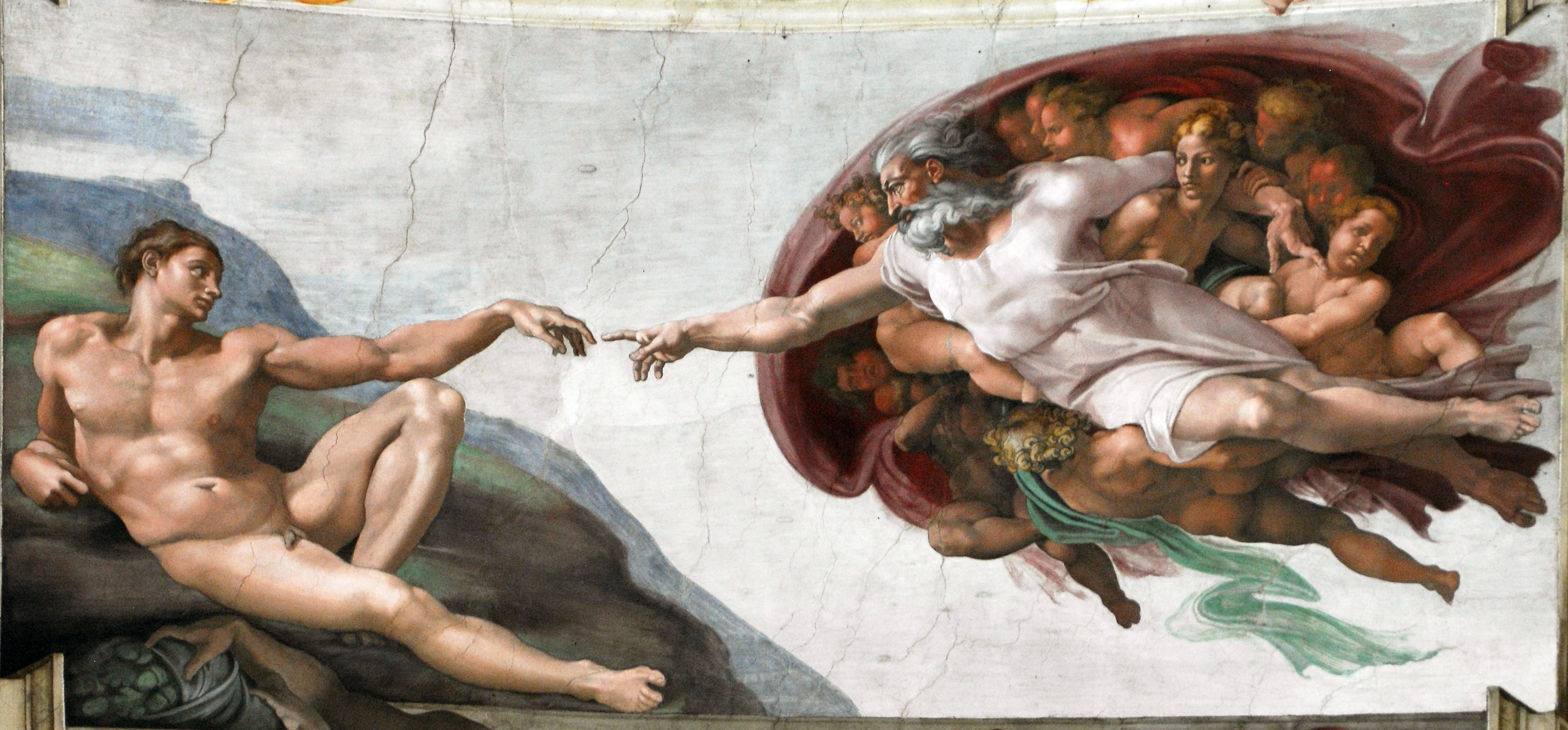
Створення Адама, сцена зі Стелі Сікстинської капели (c. 1508—1512) Мікеланджело.

Високе Відродження — кульмінаційний або апогейний період Ренесансу, який включає останні роки XV століття та перші десятиліття XVI століття. Відкриття Америки (1492 р.) є історичним орієнтиром для його початку, а для завершення — пограбування Рима в 1527 році військами імператора Карла V.
Період, що передує йому — раннє Відродження, а наступний — пізнє Відродження.

## Високе Відродження в Італії
«Золотим століттям» італійського Відродження називають Високий Ренесанс. Леонардо да Вінчі, Рафаель Санті, Мікеланджело Буонарроті — художники, які визначили добу. Їхні життєві шляхи часто перетиналися, та мали вони різні художні та людські індивідуальності. В італійському Відродженні Флоренцію замінив Рим як найпрестижніший художній центр. У Флоренції відбулись бурхливі соціальні та політичні рухи, в тому числі підйом і падіння Савонароли та вигнання Медічі. У Римі діяла художня програма Ватикану (Базиліка святого Петра, Сікстинська капела, Кімнати Рафаеля), залучила художників Браманте, Сангалло, Рафаеля та Мікеланджело. Серед художніх центрів Італії лише Венеції вдається зрівнятися за значенням завдяки унікальним характеристикам венеційської школи живопису.
Високе Відродження визначається зрілістю і рівновагою, виявленими в сфумато Леонардо; у мармурових творах Мікеланджело; в кольорах, текстурі і світлотіні венеційців або Мадонні Рафаеля, які дають світло і тіні нової популярності; у просуванні руки на портретах (як у Моні Лізі); у чіткій композиції, особливо трикутній, що відзначається співвідношенням фігур із зовнішнім виглядом.
Маньєризм спочатку був зневажливим терміном для художників, яким не вистачало оригінальності. Престиж, якого досягли художники Високого Відродження, змусив усіх порівнювати себе з ними: художник Тінторетто, стверджував, що використовує «колір Тіціана і малюнок Мікеланджело».
Деякі вчені, такі як Стівен Фрідберг, вважають, що картини у Ватикані Мікеланджело та Рафаеля представляють кульмінацію стилю Високого Відродження в живописі, завдяки амбіційному масштабу цих робіт, в поєднанні зі складністю їх композиції, а вказівні іконографічні та декоративні посилання на класичну античність розглядають як емблему Високого Відродження.
Художники Фра Бартоломео та Маріотто Альбертінеллі створили полотна, які досі відзначають за гармонію їх дизайну та техніки. Витягнуті пропорції та перебільшені пози у пізніх роботах Мікеланджело, Андреа дель Сарто та Корреджо створюють так званий маньєризм, оскільки стиль пізнішого Відродження згадується в історії мистецтва.
Протягом XVII століття, очолюваного проривною естетикою бароко, зберігалася класицистична течія, яка тривала у XVIII столітті завдяки роботі академій та неокласичному стилю. У середині XIX століття прерафаеліти прагнули повернутися до ремісничої чистоти передрафаелівського живопису.
Спокійний настрій і яскраві кольори картин Джорджоне і раннього Тіціана ілюструють стиль Високого Відродження, який практикується у Венеції. Інші впізнавані твори цього періоду — «Мона Ліза» Леонардо да Вінчі та «Афінська школа» Рафаеля. Фреска Рафаеля є віртуозним твором перспективи й композиції.

## Високе Відродження в решті Європи

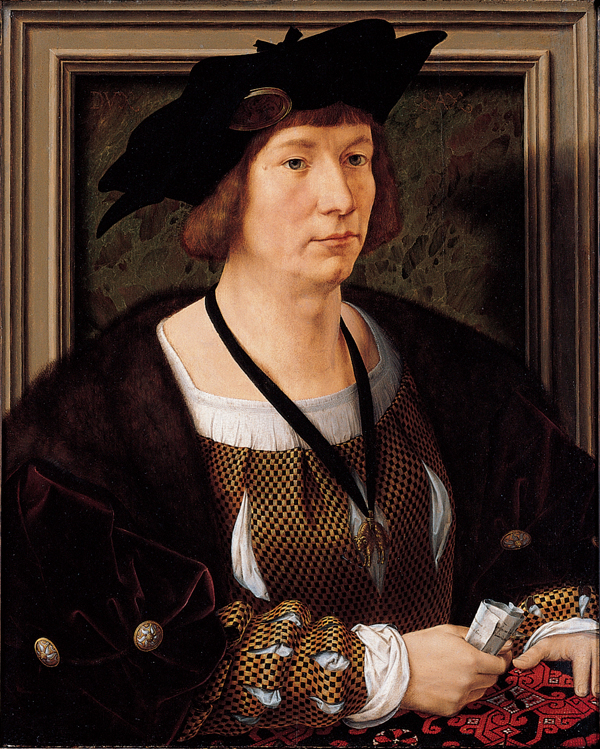
Гендрік III, граф Нассау-Бреда, де Мабузе, 1516–1517.
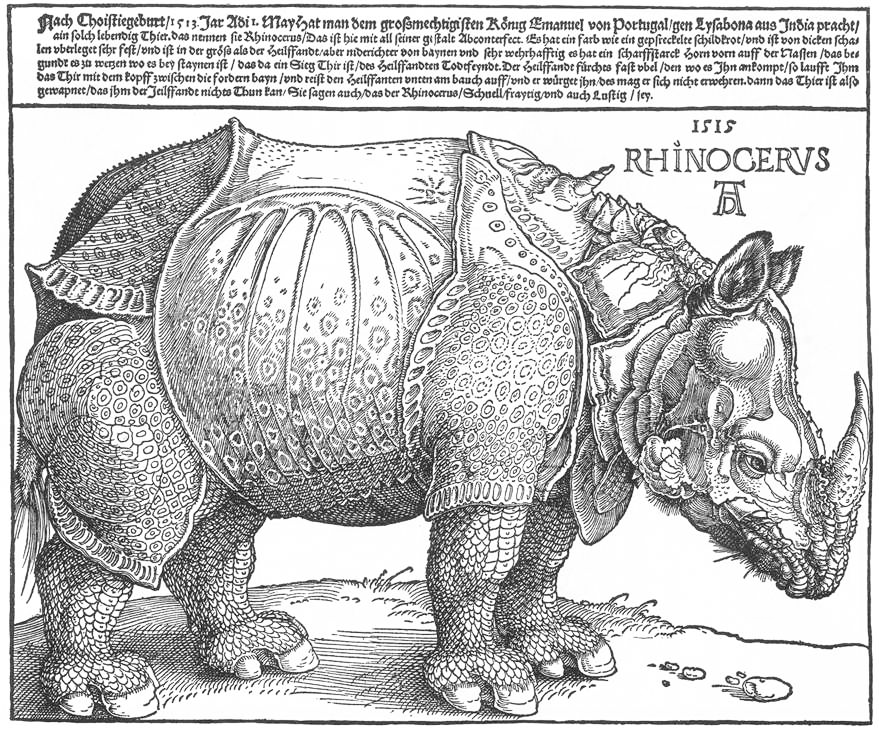
Носоріг, від Дюрера, 1515.
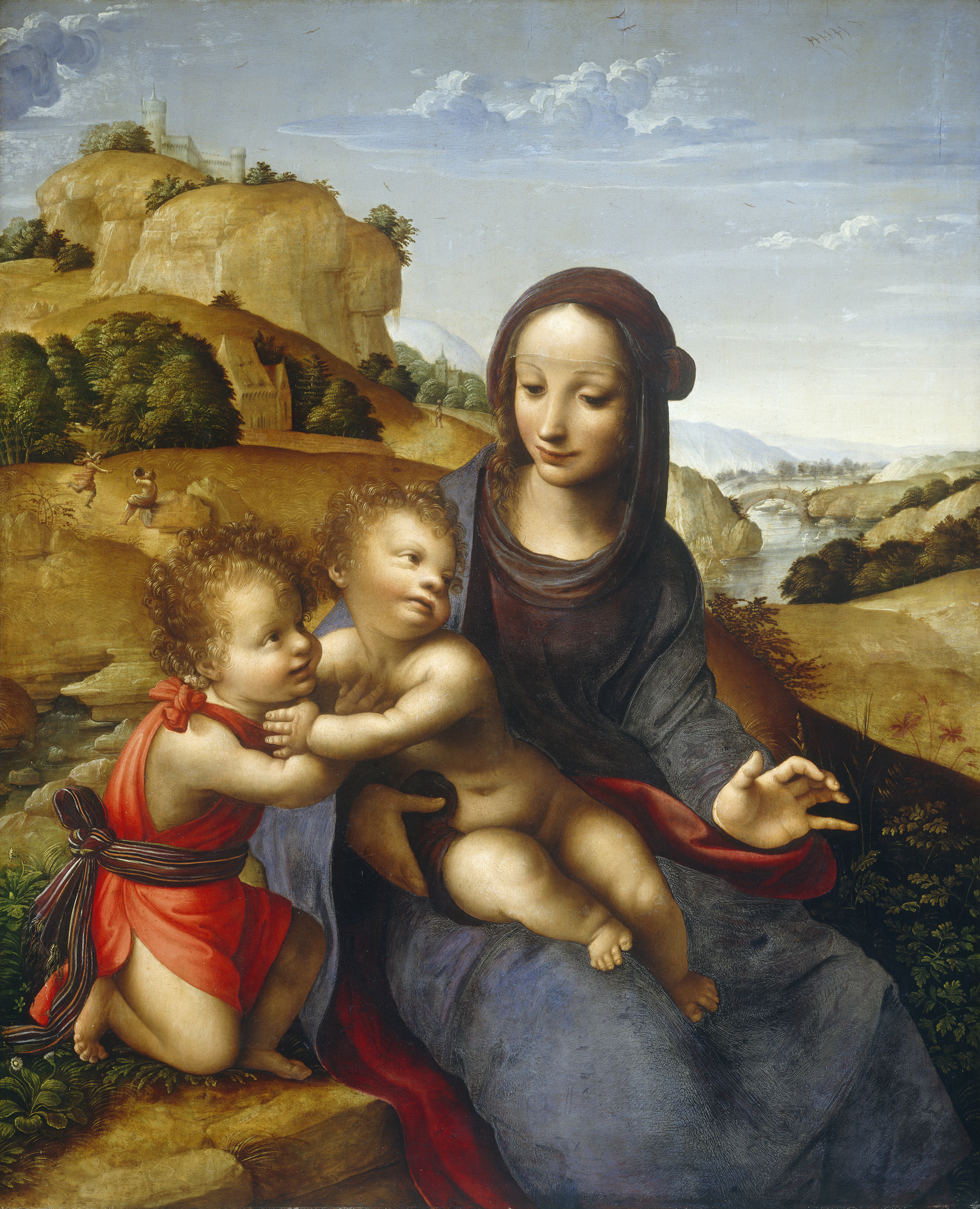
Богородиця з дитиною та Сан-Хуаніто, Яньєс де ла Альмедіна, 1505.

Прийняття італійських форм Відродження було повільним і неоднозначним протягом п'ятнадцятого століття. До середини XVI століття широке розповсюдження творів Високого Відродження завдяки гравюрам та текстам, трактатам (Вазарі, Серліо, Віньола, Палладіо) перетворили їх на класичний канон.
Скандинавський Ренесанс склався як автономний етап, ознаменував класичний період.
Для монархії католицьких монархів та перших двох Габсбургів Іспанії — історіографія зазвичай називає останню чверть XV століття та перші дві третини XVI століття високим Відродженням в Іспанії, в той час як для останньої третини XVI століття, де домінувала амбіційна художня програма Феліпе II, зберігається термін Низьке Відродження в Іспанії. Усі галузі іспанського інтелектуального виробництва вступили у Золоту добу.

## Скульптура
Скульптура високого Відродження, прикладом якої є робота Мікеланджело «П'єта» та знаковий Давид, характеризується «ідеальним» балансом між нерухомістю та рухом. Скульптура високого Відродження замовлялася громадськістю та державою і була дорогим видом мистецтва. Твори скульпторів часто використовувалася для прикраси архітектури у двориках, де інші мали змогу навчатися та милуватися замовленими скульптурами. Багаті люди, кардинали, правителі, банкіри, були приватними покровителями разом із дуже заможними сім'ями. Папа Юлій II також протегував багатьом художникам. Під час Високого Відродження було розроблено невеликі статуетки для приватних меценатів та створено бюсти.

## Галерея

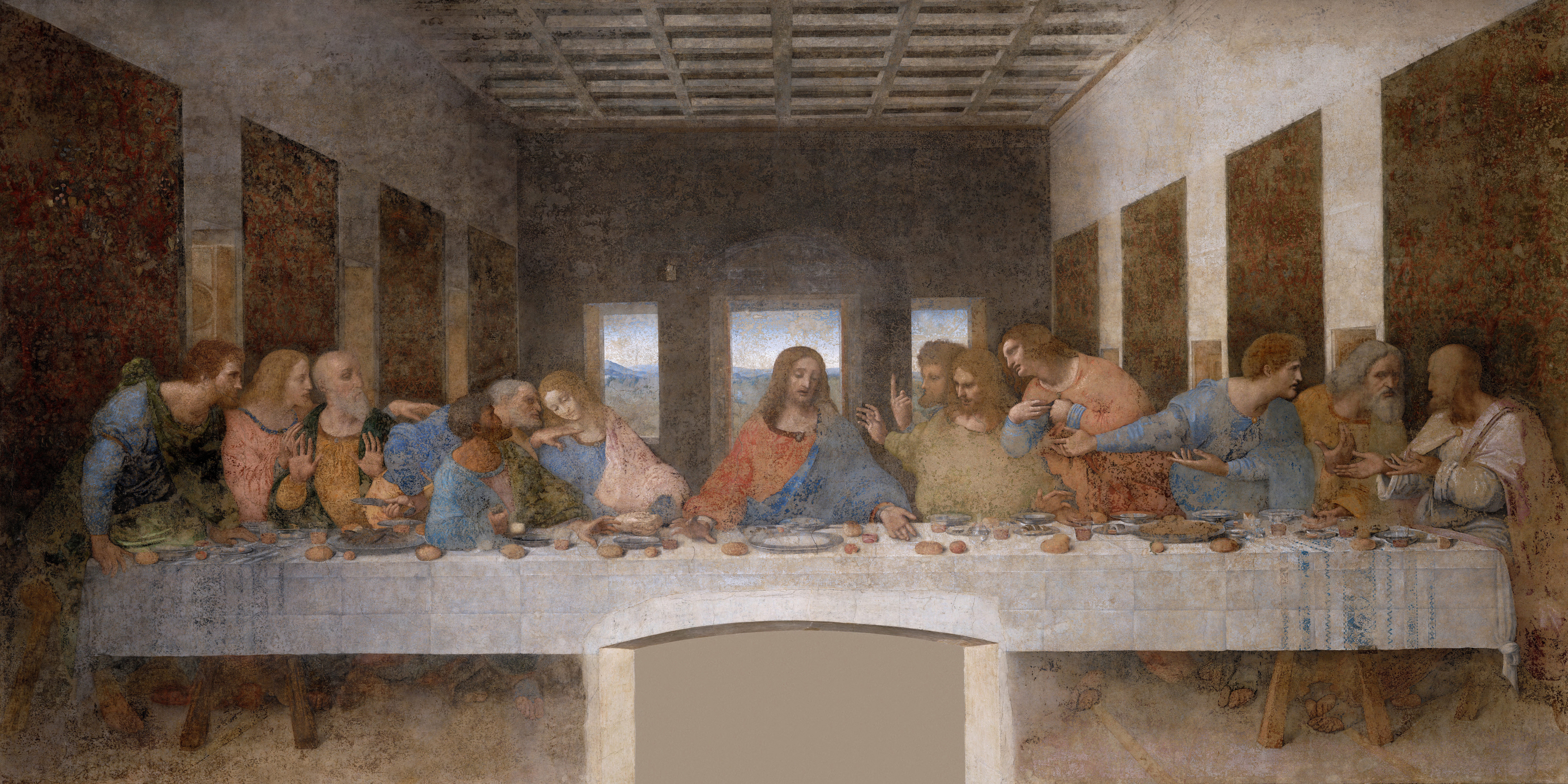
Таємна вечеря (Леонардо), (1495–1497).
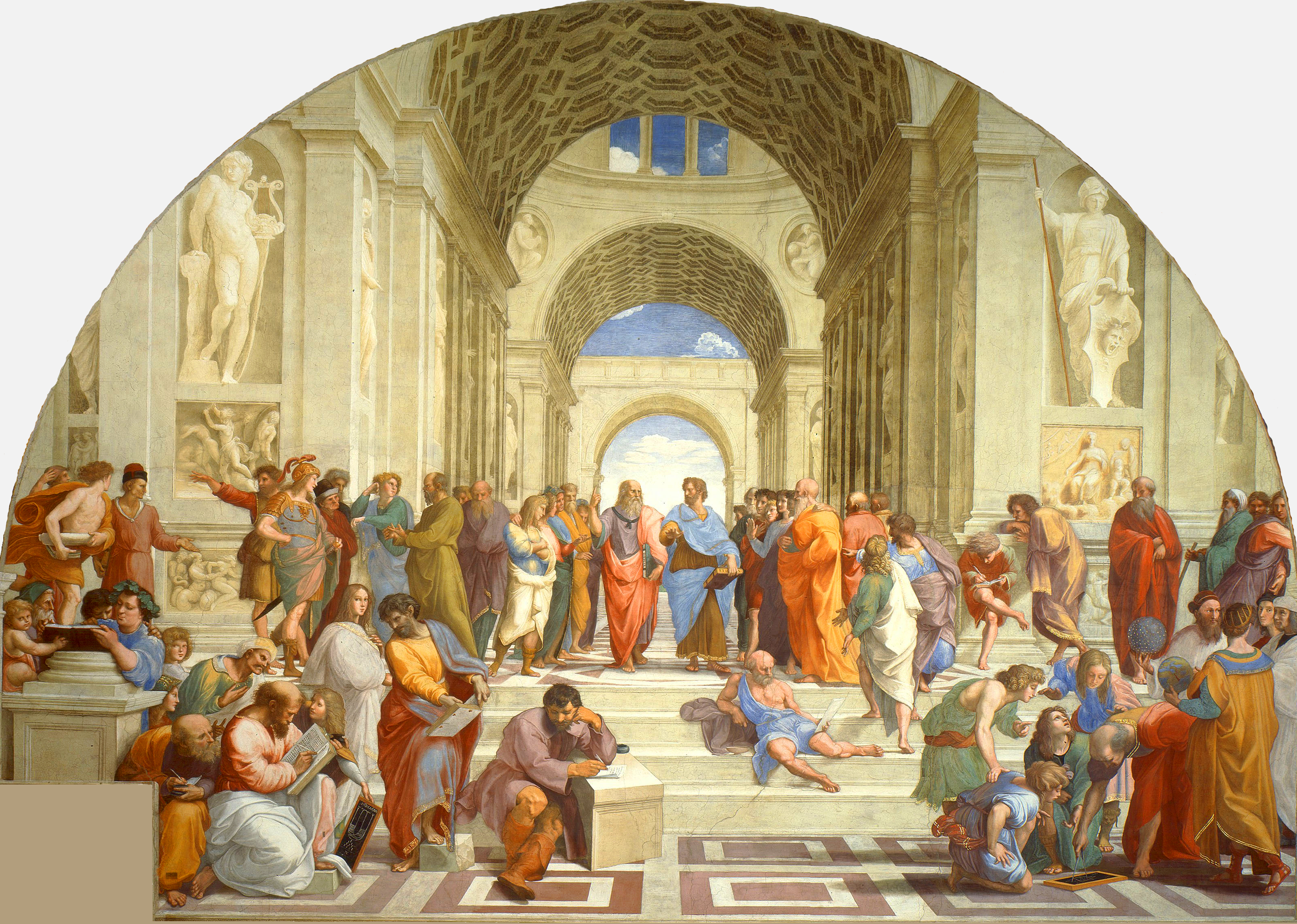
Школа в Афінах, у кімнатах Ватикану, Рафаелем (1509–1511).
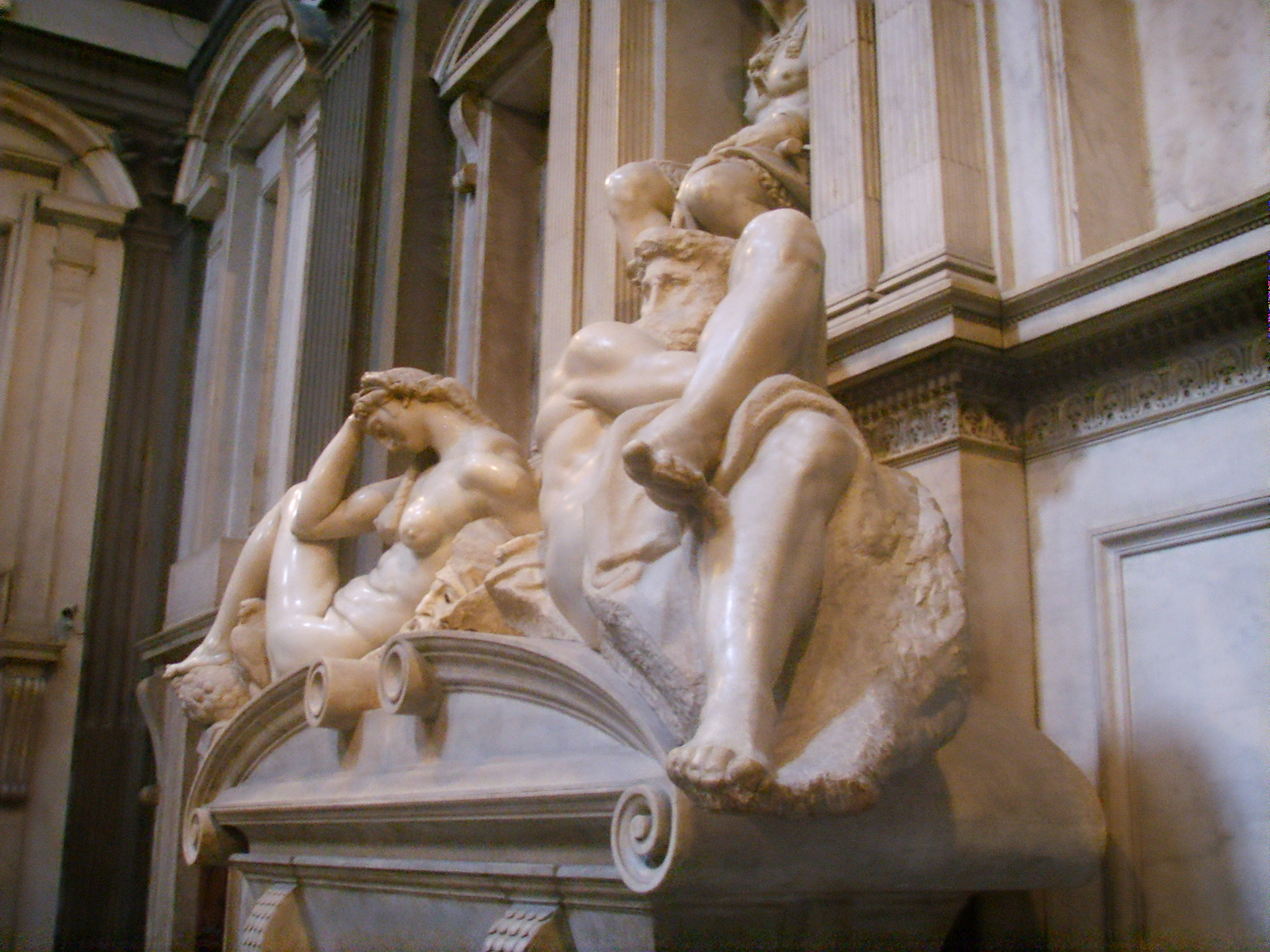
Могила Лоренцо де Медічі, в каплиці Медічі Мікеланджело (1520–1534).
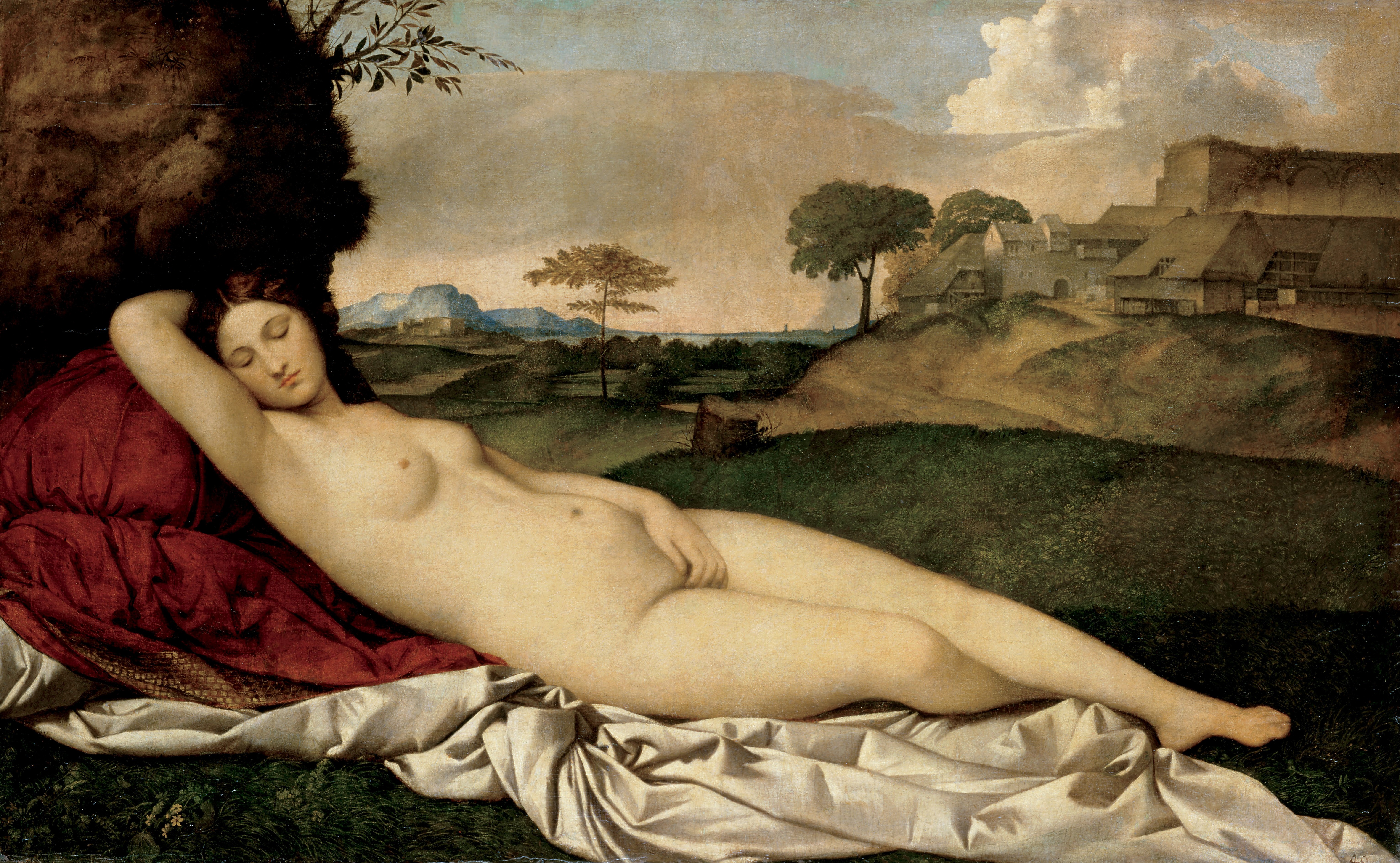
Спляча Венера, Джорджоне (1501).
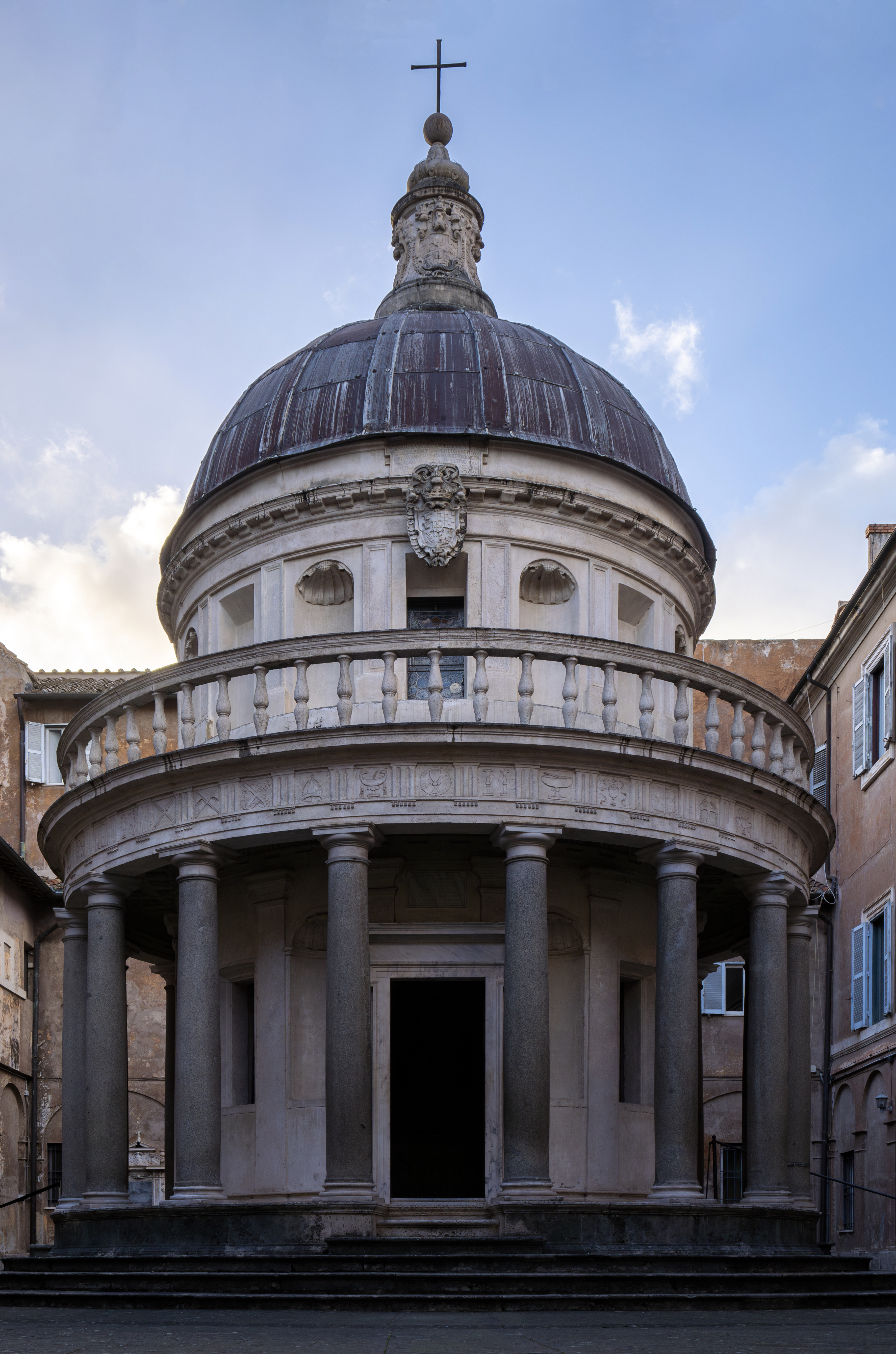
Темпієто з Браманте в Сан-П'єтро в Монторіо (1502–1510).